# Life (Des'ree)
Life is een nummer van de Britse zangeres Des'ree, die zowel het nummer schreef als inzong. Het nummer is afkomstig van het derde studioalbum Supernatural uit 1998. Op 2 juni dat jaar werd het nummer wereldwijd als derde single van het album uitgebracht.

## Achtergrond
De single werd een hit in Europa, Oceanië en Japan. In Australië werd de 8e positie behaald, Nieuw-Zeeland de 21e, Japan de 37e, Frankrijk de 2e, Duitsland de 8e, Oostenrijk en de Eurochart Hot 100 de nummer 1 positie, Ierland de 3e en in Des'ree's thuisland het Verenigd Koninkrijk de 8e positie in de UK Singles Chart.
In Nederland werd de single in de zomer van 1998 veel gedraaid op de landelijke radiozenders en werd een gigantische hit. De single bereikte de nummer 1 positie in  de Nederlandse Top 40 op destijds Radio 538 en  stond 22 weken in deze lijst, waarvan vijf weken op nummer 1. In de publieke hitlijst; toentertijd de Mega Top 100 op Radio 3FM, behaalde de single eveneens de nummer 1 positie en stond zes weken op nummer 1 en in totaal 31 weken in deze hitlijst genoteerd.
In België bereikte de single de 2e positie in zowel de Vlaamse Ultratop 50 als de Vlaamse Radio 2 Top 30. In de Waalse Ultratop 50 werd de 3e positie behaald.  
Het nummer gaat vooral over bijgeloof en het uit de weg gaan van zaken die men niet aandurft. De uiteindelijke boodschap is dat je moet proberen uit het leven te halen wat er in zit. In de videoclip is te zien hoe Des'ree in een auto wordt rondgereden tussen velden met gewassen aan weerskanten. Hierover vliegt een vliegtuig dat in plaats van chemicaliën vlinders verspreidt. In Nederland werd de videoclip destijds op televisie uitgezonden door TMF, MTV Europe, SBS6 met de tv-versie van de Nederlandse Top 40 en door BNN op Nederland 2 in de Nederlandstalige versie van Top of the Pops.
In de sinds december 1999 jaarlijks uitgezonden NPO Radio 2 Top 2000 van de Nederlandse publieke radiozender NPO Radio 2 stond de single tot nu toe alleen in 2001, 2002 en 2004 in de lijst genoteerd, met als hoogste notering een 1935e positie in 2002.

## Hitnoteringen

### Nederlandse Top 40
| "Life" in de Nederlandse Top 40 - binnen: 18-07-1998 | "Life" in de Nederlandse Top 40 - binnen: 18-07-1998 | "Life" in de Nederlandse Top 40 - binnen: 18-07-1998 | "Life" in de Nederlandse Top 40 - binnen: 18-07-1998 | "Life" in de Nederlandse Top 40 - binnen: 18-07-1998 | "Life" in de Nederlandse Top 40 - binnen: 18-07-1998 | "Life" in de Nederlandse Top 40 - binnen: 18-07-1998 | "Life" in de Nederlandse Top 40 - binnen: 18-07-1998 | "Life" in de Nederlandse Top 40 - binnen: 18-07-1998 | "Life" in de Nederlandse Top 40 - binnen: 18-07-1998 | "Life" in de Nederlandse Top 40 - binnen: 18-07-1998 | "Life" in de Nederlandse Top 40 - binnen: 18-07-1998 | "Life" in de Nederlandse Top 40 - binnen: 18-07-1998 | "Life" in de Nederlandse Top 40 - binnen: 18-07-1998 | "Life" in de Nederlandse Top 40 - binnen: 18-07-1998 | "Life" in de Nederlandse Top 40 - binnen: 18-07-1998 | "Life" in de Nederlandse Top 40 - binnen: 18-07-1998 | "Life" in de Nederlandse Top 40 - binnen: 18-07-1998 | "Life" in de Nederlandse Top 40 - binnen: 18-07-1998 | "Life" in de Nederlandse Top 40 - binnen: 18-07-1998 | "Life" in de Nederlandse Top 40 - binnen: 18-07-1998 | "Life" in de Nederlandse Top 40 - binnen: 18-07-1998 | "Life" in de Nederlandse Top 40 - binnen: 18-07-1998 | "Life" in de Nederlandse Top 40 - binnen: 18-07-1998 |
| Week                                                 | 01                                                   | 02                                                   | 03                                                   | 04                                                   | 05                                                   | 06                                                   | 07                                                   | 08                                                   | 09                                                   | 10                                                   | 11                                                   | 12                                                   | 13                                                   | 14                                                   | 15                                                   | 16                                                   | 17                                                   | 18                                                   | 19                                                   | 20                                                   | 21                                                   | 22                                                   |                                                      |
| ---------------------------------------------------- | ---------------------------------------------------- | ---------------------------------------------------- | ---------------------------------------------------- | ---------------------------------------------------- | ---------------------------------------------------- | ---------------------------------------------------- | ---------------------------------------------------- | ---------------------------------------------------- | ---------------------------------------------------- | ---------------------------------------------------- | ---------------------------------------------------- | ---------------------------------------------------- | ---------------------------------------------------- | ---------------------------------------------------- | ---------------------------------------------------- | ---------------------------------------------------- | ---------------------------------------------------- | ---------------------------------------------------- | ---------------------------------------------------- | ---------------------------------------------------- | ---------------------------------------------------- | ---------------------------------------------------- | ---------------------------------------------------- |
| Nummer                                               | 38                                                   | 24                                                   | 9                                                    | 5                                                    | 2                                                    | 1                                                    | 1                                                    | 1                                                    | 1                                                    | 1                                                    | 2                                                    | 4                                                    | 8                                                    | 9                                                    | 10                                                   | 13                                                   | 18                                                   | 25                                                   | 27                                                   | 30                                                   | 36                                                   | 37                                                   | uit                                                  |

### Mega Top 100
| "Life" in de Mega Top 100 - binnen: 27-06-1998 | "Life" in de Mega Top 100 - binnen: 27-06-1998 | "Life" in de Mega Top 100 - binnen: 27-06-1998 | "Life" in de Mega Top 100 - binnen: 27-06-1998 | "Life" in de Mega Top 100 - binnen: 27-06-1998 | "Life" in de Mega Top 100 - binnen: 27-06-1998 | "Life" in de Mega Top 100 - binnen: 27-06-1998 | "Life" in de Mega Top 100 - binnen: 27-06-1998 | "Life" in de Mega Top 100 - binnen: 27-06-1998 | "Life" in de Mega Top 100 - binnen: 27-06-1998 | "Life" in de Mega Top 100 - binnen: 27-06-1998 | "Life" in de Mega Top 100 - binnen: 27-06-1998 | "Life" in de Mega Top 100 - binnen: 27-06-1998 | "Life" in de Mega Top 100 - binnen: 27-06-1998 | "Life" in de Mega Top 100 - binnen: 27-06-1998 | "Life" in de Mega Top 100 - binnen: 27-06-1998 | "Life" in de Mega Top 100 - binnen: 27-06-1998 |
| Week                                           | 01                                             | 02                                             | 03                                             | 04                                             | 05                                             | 06                                             | 07                                             | 08                                             | 09                                             | 10                                             | 11                                             | 12                                             | 13                                             | 14                                             | 15                                             | 16                                             |
| ---------------------------------------------- | ---------------------------------------------- | ---------------------------------------------- | ---------------------------------------------- | ---------------------------------------------- | ---------------------------------------------- | ---------------------------------------------- | ---------------------------------------------- | ---------------------------------------------- | ---------------------------------------------- | ---------------------------------------------- | ---------------------------------------------- | ---------------------------------------------- | ---------------------------------------------- | ---------------------------------------------- | ---------------------------------------------- | ---------------------------------------------- |
| Nummer                                         | 89                                             | 65                                             | 50                                             | 39                                             | 19                                             | 11                                             | 6                                              | 3                                              | 1                                              | 1                                              | 1                                              | 1                                              | 1                                              | 1                                              | 3                                              | 4                                              |
| Week                                           | 17                                             | 18                                             | 19                                             | 20                                             | 21                                             | 22                                             | 23                                             | 24                                             | 25                                             | 26                                             | 27                                             | 28                                             | 29                                             | 30                                             | 31                                             |                                                |
| Nummer                                         | 4                                              | 7                                              | 12                                             | 15                                             | 23                                             | 28                                             | 27                                             | 32                                             | 36                                             | 44                                             | 51                                             | 53                                             | 60                                             | 72                                             | 78                                             | uit                                            |

### Vlaamse Ultratop 50
| "Life" in de Vlaamse Ultratop 50 - binnen: 18-07-1998 | "Life" in de Vlaamse Ultratop 50 - binnen: 18-07-1998 | "Life" in de Vlaamse Ultratop 50 - binnen: 18-07-1998 | "Life" in de Vlaamse Ultratop 50 - binnen: 18-07-1998 | "Life" in de Vlaamse Ultratop 50 - binnen: 18-07-1998 | "Life" in de Vlaamse Ultratop 50 - binnen: 18-07-1998 | "Life" in de Vlaamse Ultratop 50 - binnen: 18-07-1998 | "Life" in de Vlaamse Ultratop 50 - binnen: 18-07-1998 | "Life" in de Vlaamse Ultratop 50 - binnen: 18-07-1998 | "Life" in de Vlaamse Ultratop 50 - binnen: 18-07-1998 | "Life" in de Vlaamse Ultratop 50 - binnen: 18-07-1998 | "Life" in de Vlaamse Ultratop 50 - binnen: 18-07-1998 | "Life" in de Vlaamse Ultratop 50 - binnen: 18-07-1998 | "Life" in de Vlaamse Ultratop 50 - binnen: 18-07-1998 | "Life" in de Vlaamse Ultratop 50 - binnen: 18-07-1998 | "Life" in de Vlaamse Ultratop 50 - binnen: 18-07-1998 | "Life" in de Vlaamse Ultratop 50 - binnen: 18-07-1998 | "Life" in de Vlaamse Ultratop 50 - binnen: 18-07-1998 | "Life" in de Vlaamse Ultratop 50 - binnen: 18-07-1998 | "Life" in de Vlaamse Ultratop 50 - binnen: 18-07-1998 |
| Week                                                  | 01                                                    | 02                                                    | 03                                                    | 04                                                    | 05                                                    | 06                                                    | 07                                                    | 08                                                    | 09                                                    | 10                                                    | 11                                                    | 12                                                    | 13                                                    | 14                                                    | 15                                                    | 16                                                    | 17                                                    | 18                                                    |                                                       |
| ----------------------------------------------------- | ----------------------------------------------------- | ----------------------------------------------------- | ----------------------------------------------------- | ----------------------------------------------------- | ----------------------------------------------------- | ----------------------------------------------------- | ----------------------------------------------------- | ----------------------------------------------------- | ----------------------------------------------------- | ----------------------------------------------------- | ----------------------------------------------------- | ----------------------------------------------------- | ----------------------------------------------------- | ----------------------------------------------------- | ----------------------------------------------------- | ----------------------------------------------------- | ----------------------------------------------------- | ----------------------------------------------------- | ----------------------------------------------------- |
| Nummer                                                | 34                                                    | 24                                                    | 10                                                    | 8                                                     | 5                                                     | 2                                                     | 2                                                     | 3                                                     | 3                                                     | 4                                                     | 6                                                     | 8                                                     | 9                                                     | 11                                                    | 17                                                    | 25                                                    | 31                                                    | 42                                                    | uit                                                   |

### NPO Radio 2 Top 2000
| Nummer met noteringen in de NPO Radio 2 Top 2000 | '01  | '02  | '03 | '04  |
| ------------------------------------------------ | ---- | ---- | --- | ---- |
| Life                                             | 1955 | 1935 | -   | 1939 |

1. ↑  Een '-' betekent dat het nummer niet was genoteerd en een vetgedrukt getal geeft de hoogste notering aan.
2. ↑  2001 was het eerste jaar met een notering voor dit nummer.
3. ↑  Deze tabel is bijgewerkt tot en met de meest recente editie (2024).